# Stockholm Östra (film)
Stockholm Östra är en svensk dramafilm från 2011 i regi av Simon Kaijser.

## Handling
Filmen handlar om två främlingar som förenas av en olyckshändelse som tagit på deras liv och förhållanden. De möts och inleder en passionerad relation, där bådas lögner döljer en obekväm sanning. 

## Rollista
- Mikael Persbrandt - Johan
- Iben Hjejle - Anna
- Liv Mjönes - Kattis
- Henrik Norlén - Anders
- Anki Lidén - Marianne, Kattis mamma
- Lars-Erik Berenett - Kattis pappa
- Moa Zetterlund - Minna
- Jimmy Lindström - Minnas pappa
- Annika Hallin - Minnas mamma
- Elin Nilsson Kers - Tova
- Astrid Assefa - Sköterska
- Rebecka Englund - Nybliven mamma
- Ulf Friberg - Nybliven pappa
- Anna Godenius - Åklagare
- Peter Parkrud - Terapeut
- Chatarina Larsson - Barnmorska
- Fredrik Nilsson - Killen i gångtunneln